# اپرای تک‌تیرانداز

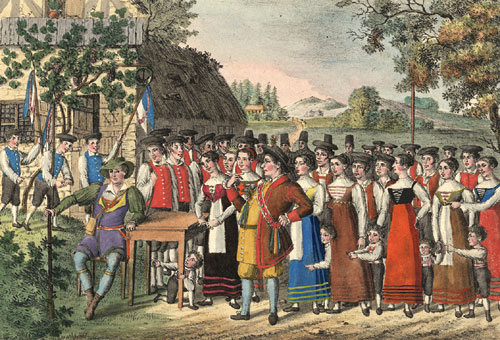
نگاره تک تیرانداز ، ۱۸۲۲ میلادی

تک‌تیرانداز (به آلمانی: Der Freischütz  J. ۲۷۷, Op. ۷۷) یک اپرای آلمانی با دیالوگ گفتاری، در یک پیش‌درآمد و سه پرده، توسط کارل ماریا فون وبر با لیبرتویی از فریدریش کیند، بر اساس داستانی از یوهان آگوست آپل و فریدریش لان در مجموعه‌داستان کتاب ارواح نوشته‌شده در ۱۸۱۰ میلادی است. اولین نمایش آن در ۱۸ ژوئن ۱۸۲۱ در کنسرت‌هاوس برلین بود.  این اثر، اولین اپرای رومانتیک آلمانی به‌حساب می‌آید.
طرح اپرا عمدتاً بر اساس داستان فرایشوتز از آگوست آپل است. اینکه آهنگ‌های وبر فقط موسیقی فولکلور آلمانی بود، یک تصور غلط رایج است.